# Parada Cerâmica
A Parada Cerâmica é uma parada ferroviária que atende aos trens de subúrbios da Estrada de Ferro Campos do Jordão (EFCJ). Foi originalmente inaugurada em 1957, sendo restaurada em 2012.
Ela é uma simples plataforma coberta por telhas de amianto sustentadas por pedaços de trilhos.
Localiza-se no município de Pindamonhangaba.

## História
A parada Cerâmica foi construída para atender aos funcionários da fábrica de cerâmicas que existia em suas proximidades, sendo também de onde partia um desvio ferroviário para possibilitar o transporte de telhas e tijolos pela empresa.